# 2 Samuel 23
2 Samuel 23 es el vigésimo tercer capítulo de la segunda parte de los Libros de Samuel de la Biblia hebrea (o el vigésimo tercer capítulo del «Segundo Libro de Samuel» del Antiguo Testamento de la Biblia cristiana ). Contiene una declaración profética descrita como las «últimas palabras de David» (versículos 1-7) y detalles de los 37 «hombres poderosos de David» que eran sus principales guerreros (versículos 8-39).

## Texto
El texto original de este capítulo fue escrito en el idioma hebreo. Este capítulo está dividido en 39 versículos.

### Versiones textuales
Algunos testimonios antiguos del texto de este capítulo en hebreo bíblico son del Texto masorético, que incluye el Códice de El Cairo (895), el Códice de Alepo (siglo X) y el Códice de Leningrado (1008). Se encontraron fragmentos que contienen partes de este capítulo en hebreo entre los Rollos del Mar Muerto, incluido 1Q7 (1QSam; 50 a. C.) con los versículos 9-12 existentes  y 4Q51 (4QSama; 100-50 a. C.) con los versículos 1-6, 14-16, 21-22 y 38-39 existentes. 
También existe una traducción al griego koiné conocida como la Septuaginta, realizada en los últimos siglos antes de Cristo. Entre los manuscritos antiguos existentes de la versión de la Septuaginta se encuentran el Códice Vaticano (B; {\displaystyle \ ara{G}}B; siglo IV), el Códice Sinaítico (S; BHK: {\displaystyle \ ara{G}}S; siglo IV), y Códice Alejandrino (A; {\displaystyle \ ara{G}}A; siglo V).

## Análisis
La Biblia de Jerusalén afirma que las últimas palabras se atribuyeron a David al estilo de Jacob (véase Bendición de Jacob, Génesis 49) y Moisés (véase Bendición de Moisés, Deuteronomio 33). Sus editores señalan que «el texto ha sufrido considerablemente y las reconstrucciones son conjeturales».
1 Kings 2:1–9 contiene las últimas palabras de David a Salomón, su hijo y sucesor como rey.

## Últimas palabras de David (23:1-7)
Las últimas palabras de David no consisten en una bendición (o «bendición») a Israel (a diferencia de la bendición de Jacob en Génesis 49 o la bendición de Moisés en Deuteronomio 33), sino que David es retratado como un profeta que pronuncia una profecía (oráculo) similar a la de Moisés en Deuteronomio 32-33. 

### Versículo 1
Estas son las últimas palabras de David.
Así dice David, hijo de Isaí;
Así dice el hombre que fue elevado a lo alto,
el ungido del Dios de Jacob,
Y el dulce salmista de Israel:
- «Ungido» (מְשִׁ֙יחַ֙; mashiach[14]): «Mesías», un título real que aquí se refiere a David, haciéndose eco de2 Samuel 22|2 Samuel 22:51.[12]
- «Salmista» (hebreo: זְמִר֥וֹת; zəmirōṯ; de la raíz zamir, traducido: «canción»):[14] puede traducirse como «cantor de canciones», que se refiere a David;[15] traducido como el «Fuerte» en la NRSV, que se interpreta como un epíteto de Yahweh.[12]

## Los valientes de David (23:8-39)
La lista de guerreros de David consta de varias secciones. La primera parte trata de «los Tres» (el término utilizado en LXX y Vulgata) con sus nombres —Josheb-basshebeth, Eleazar y Shammah— y sus hazañas (versículos 8b-12, posiblemente hasta 17b). La segunda parte trata de los «tres de los treinta» (versículos 13-17a) que eran diferentes de los tres primeros, pero cuya pertenencia a los treinta también es incierta, por lo que probablemente se encuentran en algún lugar entre estos dos grupos. La lista de los Treinta comienza con Asael en el versículo 24, luego los siguientes guerreros pueden ordenarse geográficamente, con los lugares en los versículos 24-35 siendo los más cercanos a Belén, y los de los versículos 36-39 eran no israelitas.

### Comentarios sobre Samuel
- Auld, Graeme (2003). «1 & 2 Samuel».  En James D. G. Dunn and John William Rogerson, ed. Eerdmans Commentary on the Bible. Eerdmans. ISBN 9780802837110.
- Bergen, David T. (1996). 1, 2 Samuel. B&H Publishing Group. ISBN 9780805401073.
- Gordon, Robert P. (1999). I & II Samuel, A Commentary. Zondervan. ISBN 978-0310230229.
- Hertzberg, Hans Wilhelm (1964). I & II Samuel, A Commentary (trans. from German 2nd edition 1960 edición). Westminster John Knox Press. p. 19. ISBN 978-0664223182.
- Tsumura, David Toshio (2007). The First Book of Samuel. Eerdmans. ISBN 9780802823595.

### General
- Breytenbach, Andries (2000). «Who Is Behind The Samuel Narrative?».  En Johannes Cornelis de Moor and H.F. Van Rooy, ed. Past, Present, Future: the Deuteronomistic History and the Prophets. Brill. ISBN 9789004118713.
- Coogan, Michael David (2007).  Coogan, Michael David; Brettler, Marc Zvi; Newsom, Carol Ann et al., eds. The New Oxford Annotated Bible with the Apocryphal/Deuterocanonical Books: New Revised Standard Version, Issue 48 (Augmented 3rd edición). Oxford University Press. ISBN 978-0195288810.
- Fitzmyer, Joseph A. (2008). A Guide to the Dead Sea Scrolls and Related Literature. Grand Rapids, MI: William B. Eerdmans Publishing Company. ISBN 9780802862419.
- Halley, Henry H. (1965). Halley's Bible Handbook: an abbreviated Bible commentary (24th (revised) edición). Zondervan Publishing House. ISBN 0-310-25720-4. (requiere registro).
- Hayes, Christine (2015). Introduction to the Bible. Yale University Press. ISBN 978-0300188271.
- Jones, Gwilym H. (2007). «12. 1 and 2 Samuel».  En Barton, John; Muddiman, John, eds. The Oxford Bible Commentary (first (paperback) edición). Oxford University Press. pp. 196-232. ISBN 978-0199277186. Consultado el 6 de febrero de 2019.
- Klein, R.W. (2003). «Samuel, books of».  En Bromiley, Geoffrey W, ed. The International Standard Bible Encyclopedia. Eerdmans. ISBN 9780802837844.
- Knight, Douglas A (1995). «Chapter 4 Deuteronomy and the Deuteronomists».  En James Luther Mays, David L. Petersen and Kent Harold Richards, ed. Old Testament Interpretation. T&T Clark. p. 62. ISBN 9780567292896.
- Ulrich, Eugene, ed. (2010). The Biblical Qumran Scrolls: Transcriptions and Textual Variants. Brill.
- Würthwein, Ernst (1995). The Text of the Old Testament. Grand Rapids, MI: Wm. B. Eerdmans. ISBN 0-8028-0788-7. Consultado el 26 de enero de 2019.